# Айшуак-хан
Айшуак-хан, 1727—1812) — хан Младшего жуза 1797−1805, чингизид, младший сын Абулхаир-хана.

## Биография
В течение своей жизни Айшуак являлся султаном и на ханский престол не претендовал, однако обстоятельства сложились так, что султан должен был стать ханом.
В 1749 году султан Айшуак был отправлен своим старшим братом Нуралы-ханом в качестве заложника в русскую крепость Орск. В следующем 1750 году Айшуак был заменен на пятилетнего сына Нуралы-хана при содействии батыра Сырыма и султана Ералы. Весной 1750 года султан Айшуак с казахским отрядом совершил успешный набег на аральских каракалпаков, находившихся в зависимости от Хивинского ханства.

### Восстание Сырыма Датулы
В 1783 году в Казахстане началось национально-освободительное восстание под предводительством Сырыма Датулы, целью которого было прекращение захвата земель Россией. В 1785 — 1787 годах султан Айшуак находился в русском плену в Уральске. В 1797 году Сырым Датов убил хана Есима. Однако, не попав в Ханский совет, он вынужден был откочевать в Хиву.

### Избрание Айшуака ханом
После убийства хана Есима в 1797 году в Младшем жузе началась борьба за верховную власть. Оренбургский генерал-губернатор граф О. А. Игельстром предложил управление Младшим жузом Ханскому совету. Ханский совет начал действовать в августе 1797 года. Колониальные власти поддержали кандидатуру султана Айшуака, так как он являлся уже старым, и устраивал всех. Однако, казахская знать в лице султанов хотела избрать ханом султана Каратая.
31 октября 1797 года султан Айшуак был избран ханом и утверждён императором Павлом I. В конце концов, его кандидатура устроила всех и он спокойно был ханом до 1805 года. Осень 1805 года ушёл на пенсию с окладом в 1000 рублей по распоряжению императора Александра I.
Умер в 1810 году. Погребен в современной Западно-Казахстанской области, в селе Бекей Теректинского района.

## Дети
У Айшуак-хана было несколько жён и от них 16 сыновей.
1. Жанторе-хан — хан Младшего жуза 1806—1810.
2. Шергазы-хан — хан Младшего жуза 1812—1824.